# Saâda (commune)
Saâda (arabe : سعادة ; berbère : ⵙⵄⴰⴷⴰ) est une commune rurale de la préfecture de Marrakech, appartenant à la région Marrakech-Safi. Elle ne dispose pas de centre urbain.
Bien qu'étant officiellement considérée comme une commune rurale, la commune de Saâda a été gagnée au cours des années 2000 et des années 2010 par l'expansion continue de l'agglomération de Marrakech vers l'ouest. Le quartier d'El Afak, au débouché de l'avenue El Mouqaouama s'y trouve, ainsi que l'hippodrome et les haras de Marrakech. On y trouve en outre d'importants douars périurbains comme Douar François et Douar Fekhara, dédié à la poterie, tous deux situés le long de la RN8 (route d'Essaouira).